# Руссоль
Руссоль (ООО «Руссоль») — крупнейшая в России компания по добыче, производству, реализации пищевой и технической соли.

## История
Производственные подразделения ООО «Руссоль» базируются на основе старейших соледобывающих предприятий, осуществляющих добычу соли на Илецком, Баскунчакском и Усольском месторождении соли, имеющих многовековую историю развития.

## Подразделения
В состав ООО «Руссоль» входят следующие подразделения:
- ЦДПС Илецксоль (Оренбургская область, Соль-Илецк)
- ЦДПС Усолье (Иркутская область, Усолье-Сибирское)
- ЦДПС Бассоль (Астраханская область, Нижний Баскунчак)
- ЦПС Новомосковск (Тульская область, Новомосковск)

## Продукция
ООО «Руссоль» занимается производством следующих сортов соли:
- Соль «Экстра»
- Соль «Высший сорт»
- Соль «Первый сорт»

## Фильмография
- Фильм о компании «Руссоль